# 4858 Vorobjov
4858 Vorobjov è un asteroide della fascia principale. Scoperto nel 1985, presenta un'orbita caratterizzata da un semiasse maggiore pari a 2,1816869 UA e da un'eccentricità di 0,1099810, inclinata di 3,27779° rispetto all'eclittica.
L'asteroide è dedicato all'astrofilo Tomáš Vorobjov.